# Carrel-Insel
Die Carrel-Insel (französisch Île Alexis Carrel) ist eine kleine, 400 m lange Felseninsel vor der Küste des ostantarktischen Adélielands. Sie liegt 170 m südlich der Pétrel-Insel im Géologie-Archipel.
Französische Wissenschaftler kartierten sie im Verlauf einer von 1949 bis 1951 dauernden Forschungsreise und benannten sie nach dem französischen Medizinnobelpreisträger Alexis Carrel (1873–1944). Seit 1999 ist die Insel in Frankreich unter dem Namen Île Le Mauguen bekannt. Deren Namensgeber ist der Techniker Pascal Le Mauguen, der am 8. Februar 1999 bei einem Hubschrauberabsturz unweit der Dumont-d’Urville-Station neben zwei weiteren Insassen ums Leben kam.